# Pszichohistória
A pszichohistória a pszichológia történelmi alkalmazása. Annak a problémának az interdiszciplináris, de elsősorban pszichoanalitikus alapelvekre épülő tanulmányozása, hogy az ember miért cselekszik úgy a történelemben, ahogy cselekszik.

## Története

### Kialakulása
Születése a pszichoanalízis születéséhez köthető, jóllehet akkor még nem így nevezték. A pszichológiai szemléletű biográfia (pszichobiográfia) kezdetben a nevezetes művészek, tudósok, közéleti személyiségekéletútját a tudattalan működések felől is közelítette meg. A műfaj egyik első jeles képviselője maga Freud volt: 1910-ben írt Leonardo-tanulmánya az első pszichobiográfia.
Az ezt követő években, évtizedekben sorra születtek a hasonló tanulmányok neves művészekről, történelmi személyiségekről. Közös jellemzőjük a pszichológiai redukcionizmus, vagyis az, hogy hősüket a társadalmi, gazdasági, kulturális, technikai környezetből kiragadva, csak a pszichológiai problémákkal foglalkoztak.
Az első tudományos igényű pszichobiográfia Erik H. Erikson Luther-életrajza, a műfaj etalonja. A - főleg történész körökből eredeztethető - kritikusok azonban arra figyelmeztetnek, hogy Erikson műve sem mentes a pszichológiai redukcionizmustól. Nemcsak a pszichológiai eredményeket kell érvényre juttatnia, hanem a történeti kutatást is sokkal szélesebb értelemben kell felfognia az irányzat képviselőinek.

## Módszere
Pszichoanalitikus gyökerei révén elsődlegesen annak módszereit alkalmazza. Időbeliségében párhuzamba állítható a történettudománnyal, de eltér attól az interpretáció kiemelkedő szerepe révén.
Sajátos módszere a "fegyelmezett szubjektivitás" elvének alkalmazása (Erikson). Eszerint a biográfus számol azzal, hogy az a konstruktum, amit létrehoz, szükségképpen szubjektív. A pszichohistorikus ennek kontrollálására önmegfigyelést végez, hogy tudatosíthassa érzelmi reakcióit.
Fontos eszköze az analógia, valamint a bergsoni értelemben vett intuíció.

## Külső hivatkozások
- Botond Ágnes: Pszichohistória[halott link]